# سوفی پاسکو
سوفی پاسکو (به انگلیسی: Sophie Pascoe) شناگر پارالمپیکی متولد ۸ ژانویهٔ ۱۹۹۳ شناگر اهل نیوزیلند است.

## اوایل زندگی
در ۸ ژانویه ۱۹۹۳ (به شمسی ۱۸ دی ۱۳۷۱) در شهر کرایستچرچ از پدر و مادری به نام‌های گری و جو پاسکو متولد شد.او در خانه باغی نزدیک هیلسول واقع در حاشیه جنوب غرب کرایست‌چرچ بزرگ شد. او یک خواهر بزرگتر به نام ربکا دارد. در ۲۳ سپتامبر ۱۹۹۵ سوفی تصادفاً توسط پدرش در حیاط خانه‌شان با ماشین چمن زنی زیر گرفته شد ، و در نتیجه آن هر دو پای او در میان تیغه‌های ماشین گیرافتاد که سر انجام بواسطه این تصادف او پای چپ خود را از زیر زانو از دست داد و همچنین صدمات شدیدی به قسمت پشت پای راست او وارد شد.
پاسکو در ۷ سالگی ورزش شنا را شروع کرد او زیر نظر رولی کرشتون در باشگاه QEII واقع در جلی پارک در برنساید تمرین می‌کند زیرا امکانات ورزشی پارک ملکه الیزابت دوم پس از زلزله سال ۲۰۱۱ کرایستچرچ صدمات زیادی دید.

## رکوردها و دستاوردها

### مقایسه رکوردهای سوفی پاسکو با رکوردهای جهانی
| رویداد                     | رکورد شخصی | رکورد پارالمپیک و جهانی معلولان | رکورد المپیک و جهانی |
| -------------------------- | ---------- | ------------------------------- | -------------------- |
| ۵۰ متر آزاد S10            | ۲۷٫۷۸      | ۲۷٫۳۷                           | ۲۴٫۰۵                |
| ۲۰۰ متر آزاد S10           | ۲:۱۲٫۳۵    | ۲:۱۱٫۱۷                         | ۱:۵۳٫۶۱              |
| ۵۰ متر کرال پشت S10        | ۳۱٫۶۲      | ۳۱٫۶۲                           | ۲۵٫۶۷                |
| ۱۰۰ متر کرال پشت S10       | ۱:۰۵٫۹۵    | ۱:۰۵٫۹۰                         | ۵۸٫۲۳                |
| ۱۰۰ متر غورباقه SB9        | ۱:۱۷٫۵۳    | ۱:۱۵٫۴۷                         | ۱:۰۴٫۹۳              |
| ۱۰۰ متر آزاد S10           | ۵۹٫۵۰      | ۵۹٫۵۰                           | ۵۲٫۷۰                |
| ۱۰۰ متر پروانه S10         | ۱:۰۲٫۶۰    | ۱:۰۲٫۶۰                         | ۵۵٫۴۸                |
| ۲۰۰ متر مختلط انفرادی SM10 | ۲:۲۴٫۹۰    | ۲:۲۴٫۹۰                         | ۲:۰۶٫۵۸              |
| ۴۰۰ متر مختلط انفرادی SM10 | ۵:۲۳٫۶۷    | ۵:۲۳٫۶۷                         | ۴:۲۶٫۳۶              |

1. در رقابت‌های المپیک کلاس بندی وجود ندارد و ارائه رکورد آن صرفاً به جهت مقایسه است.

### جایزه بهترین ورزشکار معلول سال نیوزیلند[۵]
- ۲۰۱۷: برنده جایزه بهترین ورزشکار معلول سال نیوزیلند
- ۲۰۱۵: برنده جایزه بهترین ورزشکار معلول سال نیوزیلند
- ۲۰۱۳: برنده جایزه بهترین ورزشکار معلول سال نیوزیلند
- ۲۰۱۲: برنده جایزه بهترین ورزشکار معلول سال نیوزیلند
- ۲۰۱۱: برنده جایزه بهترین ورزشکار معلول سال نیوزیلند